# Jean Cotereau
Jean Coterau, né le 27 octobre 1898 à Millau et mort le 20 avril 1979 dans cette même ville, est un homme politique et militant laïque français.

## Biographie
Issu de la classe moyenne, il poursuit des études brillantes et devient polytechnicien. 
Élevé dans la foi catholique, il s'en éloigne et devient un militant laïque et anticlérical radical, membre du Grand-Orient de France.
Il abandonne ainsi sa carrière professionnelle à partir de 1926 pour se dévouer entièrement à La Libre pensée, dont il devient alors le secrétaire général tandis qu'il assure la direction des publications de cette association, notamment La Raison, et L'Idée libre.
À partir de 1950, et jusque dans les années 1960, il s'engagera aussi au sein de la Ligue des droits de l'homme.
Parallèlement, Jean Cotereau s'engage en politique. Il est ainsi membre du Parti radical-socialiste Camille Pelletan dont il est le vice-président au moment de sa fondation, en 1933.
Il rejoint cependant un peu plus tard la SFIO, et y défend en 1938 la ligne qui approuve les accords de Munich.
Élu municipal à Fontenay-sous-Bois, il reste fidèle au parti socialiste, sans réussir pour autant à obtenir de responsabilités dans son organisation, jusqu'en 1958, année où il s'oppose au retour au pouvoir de Charles de Gaulle.
En 1956, avec André Lorulot, il fonde La Raison, « organe d'action laïque et de propagande rationaliste ».
Avec La Libre pensée, dont il est devenu le président, il participe à la manifestation du 28 mai 1958.
Par la suite, il s'opposera à la loi Debré.
Il quitte la direction de la Libre pensée en 1975, dont il est alors nommé président d'honneur.